# آتاچوو
آتاچوو (انگلیسی: Atachevo) یک شهرک در شهرستان دیورتیورلینسکی در استان باشقیرستان کشور روسیه است.